# 대한민국-아르헨티나 관계
대한민국과 아르헨티나 양국은 1962년에 외교관계를 수립하였으며 대한민국은 부에노스아이레스에, 아르헨티나는 서울에 각각 상주 대사관을 설치하였다. 모두 22,354 명(재외국민 14,934 명, 시민권자 7,420명)의 한민족들이 아르헨티나에 거주(2010년 12월 기준)하고 있다.

## 정무
| 대수 | 이 름          | 임기              |
| ---- | -------------- | ----------------- |
| 대리 | 문종률(文鍾律) | 1963.4 ~ 1964.11  |
| 1    | 배의환(裵義煥) | 1964.11 ~ 1967. 9 |
| 2    | 김동성(金東晟) | 1967.11 ~ 1976. 5 |
| 3    | 남철(南鐵)     | 1976. 5 ~ 1978. 6 |
| 4    | 노석찬(盧錫瓚) | 1978. 6 ~ 1981. 5 |
| 5    | 이수우(李秀佑) | 1981. 7 ~ 1985. 4 |
| 6    | 이복형(李福衡) | 1985. 4 ~ 1988. 3 |
| 7    | 이상진(李相振) | 1988. 3 ~ 1991. 7 |
| 8    | 김해선(金海宣) | 1991. 7 ~ 1994. 8 |
| 9    | 조기성(曺基成) | 1994. 8 ~ 1997. 8 |
| 10   | 경창헌(慶昌憲) | 1997. 8 ~ 2000. 7 |
| 11   | 김승영(金昇永) | 2000. 7 ~ 2002. 8 |
| 12   | 신효헌(申孝憲) | 2002. 8 ~ 2003. 6 |
| 13   | 최양부(崔洋夫) | 2003. 6 ~ 2006. 2 |
| 14   | 황의승(黃義昇) | 2006. 2 ~ 2009. 2 |
| 15   | 김병권(金炳淃) | 2009. 2 ~ 2012.2  |
| 16   | 한병길(韓秉吉) | 2012. 2 ~ 2015.2  |
| 17   | 추종연         | 2015.2 ~ 2018.3   |
| 18   | 임기모         | 2018.3 ~ 2019.11  |
| 19   | 장명수         | 2019.11 ~ 현재    |

## 같이 보기
- 아르헨티나의 대외 관계
- 대한민국의 대외 관계